# Giornale de' Letterati (Roma)
Il Giornale de' Letterati fu una rivista letteraria fondata a Roma dall'abate Francesco Nazzari. È stata una delle più antiche riviste della stampa italiana e la prima rivista italiana specializzata in argomenti letterari. Nata nel 1668, dopo il 1675 proseguì in due edizioni diverse, stampate entrambe a Roma con lo stesso titolo:
- Un Giornale diretto dallo stesso abate Nazzari con i tipi dello stampatore Giacomo Mascardi fu pubblicato dal 1675 al 1679 con periodicità trimestrale;
- Un Giornale con periodicità mensile fu stampato da Nicolò Angelo Tinassi e diretto dal 1675 al 1681 da Giovanni Giustino Ciampini, e dal 1681 al 1683 dall'abate Francesco Maria Vettori.

## Storia

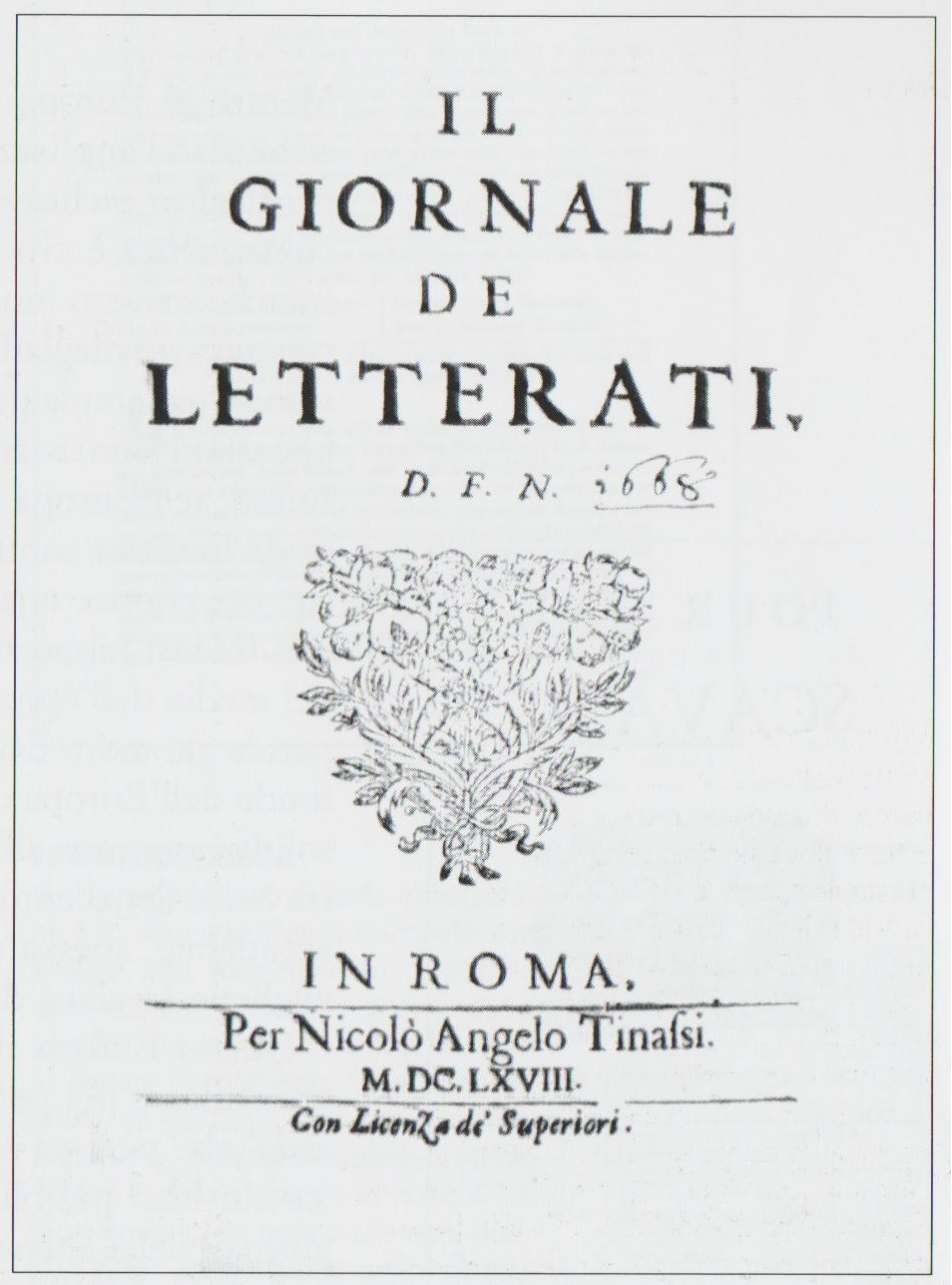
Frontespizio del «Giornale de' letterati» (1668).

Il primo numero del Giornale de' Letterati uscì il 28 gennaio 1668 per i tipi dello stampatore Nicolò Angelo Tinassi. Il periodico fu fondato a Roma da un gruppo di eruditi, tra cui si ricordano Michelangelo Ricci, Salvatore Serra, Francesco Nazzari e Giovanni Giustino Ciampini. I fondatori si ispirarono alla rivista francese Journal des sçavans e al periodico inglese Philosophical Transactions of the Royal Society i due più noti giornali del tempo in Europa, apparsi entrambi nel 1665. Al Giornale collaborarono anche importanti uomini di cultura dell'epoca: Francesco Serra, Giovanni Luci, Tommaso de' Giuli, Giovanni Patrizi.
La rivista, che usciva in formato libro alla fine di ogni mese, conteneva recensioni delle più importanti pubblicazioni, soprattutto scientifiche, apparse all'estero. I fondatori si erano impegnati a fornire i riassunti delle opere in lingua straniera pubblicate in tutta Europa. I due principali curatori furono:
- Francesco Nazzari (professore a La Sapienza dal 1670 al 1712 e presidente della stamperia del Collegio Romano di Propaganda Fide) che si occupò delle novità provenienti dalla Francia;
- l'abate Salvatore Serra, auditore del cardinale Carlo Pio di Savoia, che recensì le pubblicazioni nelle altre lingue. Di fatto, essendo il Serra occupato col cardinale Pio di Savoia, quasi tutti gli articoli del giornale furono scritti dal Nazzari.

Nel marzo 1675 Nazzari cambiò stampatore. Con un finanziamento di Benedetto Carrara, lasciò la tipografia del Tinassi e continuò la rivista con i tipi dello stampatore Giacomo Mascardi.

### IlGiornaledi Tinassi
Nicolò Tinassi continuò ugualmente la stampa di un Giornale de' Letterati facendolo dirigere da Giovanni Giustino Ciampini. Si ebbe pertanto l'uscita contemporanea di due periodici differenti, ma con lo stesso titolo.
Il Giornale de' Letterati stampato dal Tinassi continuò le pubblicazioni fino al 1683. Fu diretto dal Ciampini dal 1675 al 1681, anno in cui la direzione passò a Filippo Maria Vettori. Il giornale del Ciampini fu caratterizzato dalla collaborazione di alcuni gesuiti del Collegio Romano aperti alle più moderne sperimentazioni scientifiche. Gli articoli di scienze umane consistettero in segnalazioni di opere di storia (in particolare di storia medievale e moderna) e di erudizione. La rivista del Ciampini diede conto delle novità provenienti dal Nord Europa (Germania e Fiandre) e dall'Inghilterra, con resoconti degli studi eruditi e delle scoperte scientifiche e delle innovazioni tecniche.

### IlGiornaledi Nazzari
Il Giornale de' Letterati diretto dal Nazzari proseguì le pubblicazioni fino al 1679 presso Benedetto Carrara.

### Altre città
A Venezia nacque nel 1671 il «Giornale veneto de' letterati», secondo giornale letterario apparso in Italia, fondato da Pietro Maria Moretti.
Nel 1686 il «Giornale de' Letterati» riprese a essere pubblicato a Parma, redatto da Benedetto Bacchini. Durò fino al 1690.
A Modena un «Giornale de' Letterati»  fu stampato dal 1692 al 1698.
Nel 1742 apparve a Roma un nuovo Giornale de' Letterati stampato dai fratelli Pagliarini: visse fino al 1759 ed ebbe fra i principali ispiratori Giovanni Gaetano Bottari.